# Macarena Rodríguez
Macarena Rodríguez, född den 13 augusti 1980 i Mendoza, Argentina, är en argentinsk landhockeyspelare.
Hon tog OS-silver i damernas landhockeyturnering i samband med de olympiska landhockeytävlingarna 2012 i London.